# 周燾
周燾（1708年—1782年），字迪循，号桐圃，枣市岩口人。清朝政治人物、進士出身。
乾隆四年，登进士，改庶吉士，授翰林院检讨，充任国史馆编修。后改任山西道御史，因稽察大同粮仓得罪權貴，贬为吏部郎中。乾隆十五年，任广东鄉試主考官。十七年，转任刑科给事中，后改任吏科给事中。后辞官后，主讲长沙岳麓书院和常德朗江书院，著有《爱莲堂集》。